# ميخائيل إيتون
ميخائيل إيتون (بالإنجليزية: Michael Eaton)‏ هو كاتب مسرحي بريطاني، ولد في 1954.

## وصلات خارجية
- ميخائيل إيتون على موقع IMDb (الإنجليزية)
- ميخائيل إيتون على موقع قاعدة بيانات الفيلم (الإنجليزية)